# 인도 공과대학교 인도르
인도 공과대학교 인도르(Indian Institute of Technology, Indore, 줄여서 IIT Indore)은 인도 마디아프라데시주 인도르에 위치한 국립 공과 대학이다.
16개의 신설 인도 공과대학교 중 하나로, 2009년 인도 기술 연구소(개정) 법에 따라 인도 정부의 인적 자원 개발부(MHRD) 에 의해 설립되었다.

## 평가
설립 된지 몇년 되지 않은 신설 대학임에도 불구하고 2019년 타임스 고등교육 (THE) 세계 신흥 대학 랭킹에서 68위를 기록하며 신설 인도 공과대학교 중 가장 높게 평가받았다.
국가 기관 순위 프레임 워크(NIRF)의 2019년 인도 공학분야 순위 발표에서 13위를 기록했다.

## 기타
프로그래밍 문화가 좋기로 유명하며, 해커랭크의 세계 대학교 코딩 랭킹의 9위를 기록했다.

## 같이 보기
- 인도 공과대학교